# St. Simon und Judas Thaddäus (Thorr)
Die katholische Pfarrkirche St. Simon und Judas Thaddäus ist ein denkmalgeschütztes Bauwerk und befindet sich im Stadtteil Thorr, einem der 15 Stadtteile der Kreisstadt Bergheim im Rhein-Erft-Kreis gelegen.

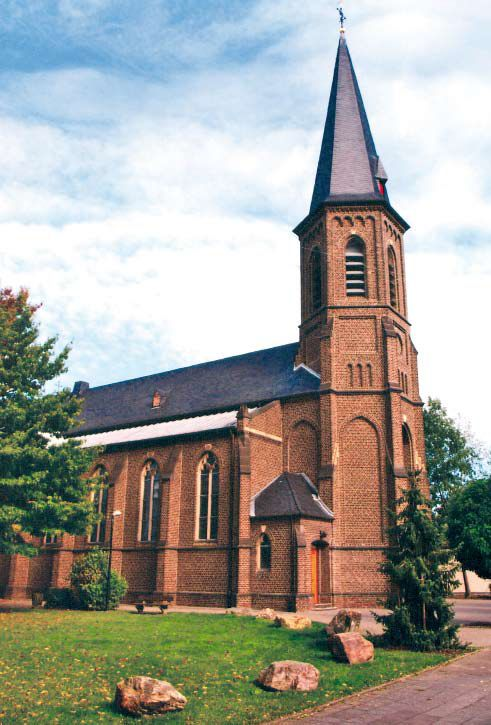
Pfarrkirche St. Simon und Judas Thaddäus in Bergheim-Thorr.

## Geschichte
Als die Thorrer Pfarrkirche St. Simon und Judas Thaddäus in der zweiten Hälfte des 19. Jahrhunderts baufällig geworden war und nicht mehr genug Raum für die Gläubigen bot, errichtete man 1893 bis 1895 westlich der alten Kirche einen Neubau. Die Kirche erhielt das Patrozinium ihrer Vorgängerin. Die Konsekration erfolgte 1898 durch den Kölner Weihbischof.

## Architektur
Die neue Pfarrkirche mitten im Ort ist ein Backsteinbau in neugotischem Stil. Die dreischiffige Hallenkirche von fünf Achsen weist spitzbogige Kreuzgewölbe auf, die auf Säulen mit Knospenkapitellen ruhen. Der Chor ist nach Norden ausgerichtet. An der zur Römerstraße gewandten Eingangsseite steht ein halb vorgesetzter sechsseitiger Turm mit Spitzhelm.
Für den Entwurf und die Ausführung des Kirchenbaues war der Kölner Architekt Hans Hubert Dreher engagiert worden. Aus der alten Kirche stammen etliche Einrichtungsgegenstände.
Von besonderem Wert sind das Gabelkruzifix aus dem Ende des 13. Jahrhunderts, eine Muttergottesstatue aus Holz, die der Zeit um 1470 entstammt, und zwei Altarflügel aus dem Ende des 17. Jahrhunderts mit Abbildungen von Christus, seiner Mutter Maria sowie
den Heiligen Simon und Judas Thaddäus.

## Glocken
In den Jahren 1907 und 1927 goss die Glockengießerei Otto aus Hemelingen/Bremen fünf Bronzeglocken für die Pfarrkirche von Thorr. Vier der fünf Glocken wurden in den beiden Weltkriegen des vergangenen Jahrhunderts eingeschmolzen. Übrig blieb nur eine as'-Glocke, die heute zusammen mit zwei Glocken der Glockengießerei Petit & Gebr. Edelbrock aus Gescher Teil des dreistimmigen Geläutes mit der Disposition es' – f' – as' ist.

## Denkmal
Die Pfarrkirche St. Simon und Judas Thaddäus ist als Denkmal mit der Nummer 49 in die Liste der Baudenkmäler in Thorr eingetragen. Ihr Beschreibungstext lautet:

Erbaut 1893/1895 3-schiffige, schiefergedeckte Backsteinkirche mit eingestelltem, 6-seitigem, 3-geschossigem Westturm mit 6-seitiger verschieferter Haube und eingezogenem 5/8-Chorschluss; Seitenschiffe im Osten und Westen gerade geschlossen, über dem letzten Joch jeweils ein Zeltdach; kleine Eingangsvorbauten mit Pyramidendächern im Zwickel zwischen Turm und Seitenschiffen, Sakristeianbau zwischen Chor und südlichem Seitenschiff; Langhaus gegliedert durch 2-fach gestufte Strebepfeiler, umlaufender Sockel, Sohlbankgesims mit Werksteinabdeckung, gestufte Traufzone aus hochgestellt vermauerten Backsteinen.